# SMI Mid
El SMI Mid (abreviatura de Swiss Market Index Midcap, al español "Midkap índice del mercado suizo") es un índice bursátil compuesto por empresas de Suiza que cotizan en el SIX Swiss Exchange. El índice fue iniciado en 2004. Está compuesto de los 30 valores de este mercado que están en el rango de 21-50 en tamaño. Los valores que están en el rango de 1-20 en tamaño están representados por el Swiss Market Index.

## Composición
Las siguientes 30 compañías forman el índice SMI MID para el 4 de octubre de 2023.
| Compañía           | Sector                | Cantón          | Tícker      |
| ------------------ | --------------------- | --------------- | ----------- |
| Adecco             | servicios             | Zúrich          | ADEN        |
| ams                | semiconductores       | (Austria)       | AMS         |
| Bâloise            | seguros de vida       | Basilea         | BALN        |
| Barry Callebaut    | alimentación          | Zúrich          | BARN        |
| Belimo             | hvac                  | Zúrich          | BEAN        |
| BKW Energie        | energía               | Berna           | BKW         |
| Clariant           | química especializada | Basilea-Campiña | CLN         |
| Dufry              | Duty-free shop        | Basilea         | DUFN        |
| Ems-Chemie         | química especializada | Grisones        | EMSN        |
| Flughafen Zürich   | aeropuertos           | Zúrich          | FHZN        |
| Galenica           | química, farmacia     | Berna           | GALE        |
| Georg Fischer      | maquinaria            | Schaffhausen    | FI-N        |
| Helvetia Insurance | seguros               | San Galo        | HELN        |
| Julius Bär         | banca                 | Zúrich          | BAER        |
| Lindt & Sprüngli   | alimentación          | Zúrich          | LISN / ISP  |
| Meyer Burger       | energía solar         | Berna           | MBTN        |
| PSP Swiss Property | inmobiliaria          | Zug             | PSPN        |
| Roche              | salud                 | Basilea         | RO          |
| Sandoz             | farmacéutica          | Basilea         | SDZ         |
| Schindler Group    | maquinaria            | Lucerna         | SCHN / SCHP |
| SGS SA             | servicios             | Ginebra         | SGSN        |
| SIG Group          | empaquetado           | Schaffhausen    | SIGN        |
| Straumann          | farmacéutica          | Basilea         | STMN        |
| Swatch             | relojes               | Berna           | UHR         |
| Swiss Prime Site   | inmobiliaria          | Soloturn        | SPSN        |
| Tecan              | ciencias de la vida   | Zúrich          | TECN        |
| Temenos Group      | software              | Ginebra         | TEMN        |
| VAT Group AG       | ingeniería            | San Galo        | VACN        |

## Enlacex externos
- Sitio oficial del SMI Mid

- Datos: Q17591621